# Động vật biết nói
Động vật biết nói (talking animal) hay động vật nói tiếng người (speaking animal) là bất kỳ động vật không phải người nào có thể tạo ra âm thanh hoặc cử chỉ, điệu bộ, ký hiệu giống với ngôn ngữ của con người. Một số loài hoặc nhóm động vật đã phát triển các hình thức giao tiếp mà xét về bề ngoài có sự giống với ngôn ngữ lời nói của con người, tuy nhiên, chúng không được định nghĩa là ngôn ngữ vì chúng thiếu một hoặc nhiều đặc điểm xác định, tức là ngữ pháp, cú pháp, đệ quy và dịch chuyển. Các nhà nghiên cứu đã thành công trong việc dạy và huấn luyện một số động vật thực hiện các cử chỉ tương tự như ngôn ngữ ký hiệu, ví dụ như dạy vẹt nói được tiếng người. Tuy nhiên, những con vật này không đạt được một hoặc nhiều tiêu chí được chấp nhận là ngôn ngữ xác định vì thực chất chúng chỉ nhại lại tiếng người và không có tư duy mà làm theo phản xạ, bản năng của chúng.
Thuật ngữ động vật biết nói thực chất chỉ về những động vật có thể bắt chước (mặc dù không nhất thiết phải hiểu) hoặc nhại lại lời nói của con người và Vẹt là một ví dụ, chúng lặp lại những điều vô nghĩa thông qua tiếp xúc. Các nhà nghiên cứu đã cố gắng dạy ngôn ngữ vượn lớn (khỉ đột, tinh tinh và vượn bonobos) với kết quả kém vì chúng chỉ có thể được dạy cách nói một hoặc một vài từ hoặc cụm từ cơ bản hoặc giới hạn hoặc ít hơn, và ngôn ngữ ký hiệu có kết quả tốt hơn đáng kể họ có thể rất sáng tạo với các tín hiệu bằng tay khác nhau như của người điếc. Nghiên cứu ủng hộ ý kiến cho rằng những hạn chế về ngôn ngữ ở động vật là do trí não chung hạn chế và rằng các từ được tạo ra bằng cách chia nhỏ các câu thành ngữ pháp, làm cho ngữ pháp trở nên cơ bản hơn ngữ nghĩa.
Tuy nhiên, ngay cả loài vượn lớn giao tiếp tốt nhất cũng cho thấy không thể nắm bắt được ý tưởng về cú pháp và ngữ pháp, thay vào đó giao tiếp ở mức độ tốt nhất như một ngôn ngữ pidgin ở người. Chúng là biểu cảm và giao tiếp, nhưng thiếu hình thức vẫn là duy nhất cho lời nói của con người. Những ý kiến cho thấy sự khác biệt chính là sự thiếu câu hỏi của động vật và cú pháp chính thức chỉ là một chi tiết hời hợt, tuy nhiên chú vẹt Alex đã được ghi nhận là đã hỏi một câu hỏi hiện sinh. Cũng có những khác biệt khác, bao gồm độ chính xác kém, như thể hiện bởi Kanzi, một con vượn bonobo đã sử dụng từ vựng để đuổi theo thay thế cho điều đó để có được, mặc dù hành vi này có thể không giống nhau đối với tất cả các loài động vật. 

## Ghi nhận
Một con voi châu Á giống đực tên là Koshik có khả năng bắt chước tiếng nói của con người, vốn từ của Koshik cho đến thời điểm này gồm có năm từ: annyong (xin chào), anja (ngồi xuống), aniya (không), nuo (nằm xuống), và choah (tốt). "Một số từ là những mệnh lệnh mà Koshik đã học để thực hiện theo, như 'nằm xuống' và 'ngồi xuống', còn một số từ là lời nhận xét của con người. Con vẹt xám châu Phi Alex là một ngôi sao quốc tế, ít nhất là với người hâm mộ các chương trình khoa học - nổi danh với khả năng biết nói kỳ lạ. Vào thời điểm năm 2007 trước khi qua đời, vẹt Alex không chỉ nói những câu kiểu "Polly muốn một chiếc kẹo giòn", mà nó còn biết hơn 100 từ và có thể tạo ra một cuộc nói chuyện khá hoàn chỉnh.
Hoover là một con sư tử biển đặc biệt có thể bắt chước những câu nói đơn giản của con người. Nó là một con sư tử sơ sinh mồ côi được tìm thấy bởi George và Alice Swallow ở Maine vào năm 1971. Sau khi được George và Alice đưa đến New England Aquarium ở Boston, Hoover bắt đầu bắt chước tiếng nói của người dân vùng này. Nó có thể nói những câu như "Đi khỏi đây!", "À, Xin chào Deah", xưng tên của mình và một số cụm từ khác bằng giọng New England. Năm 1984, con cá voi tên là NOC được khoảng 9 tuổi và bắt đầu nói được từ đầu tiên, để tạo ra tiếng nói, NOC đã phải thay đổi áp suất ở đường mũi, đồng thời điều chỉnh các cơ và bơm phồng túi tiền đình trong lỗ phun nước ở trên đỉnh đầu của nó.